# Ethusa truncata
Ethusa truncata är en kräftdjursart som beskrevs av Alphonse Milne-Edwards och Eugène Louis Bouvier 1899. Ethusa truncata ingår i släktet Ethusa och familjen Dorippidae. Inga underarter finns listade i Catalogue of Life.